# Guardiabruna
Guardiabruna (La Guirdjie in dialetto locale) è una frazione di Torrebruna. Fa parte, insieme al capoluogo comunale, della provincia di Chieti, in Abruzzo, e della comunità montana Alto-Vastese.

## Geografia fisica

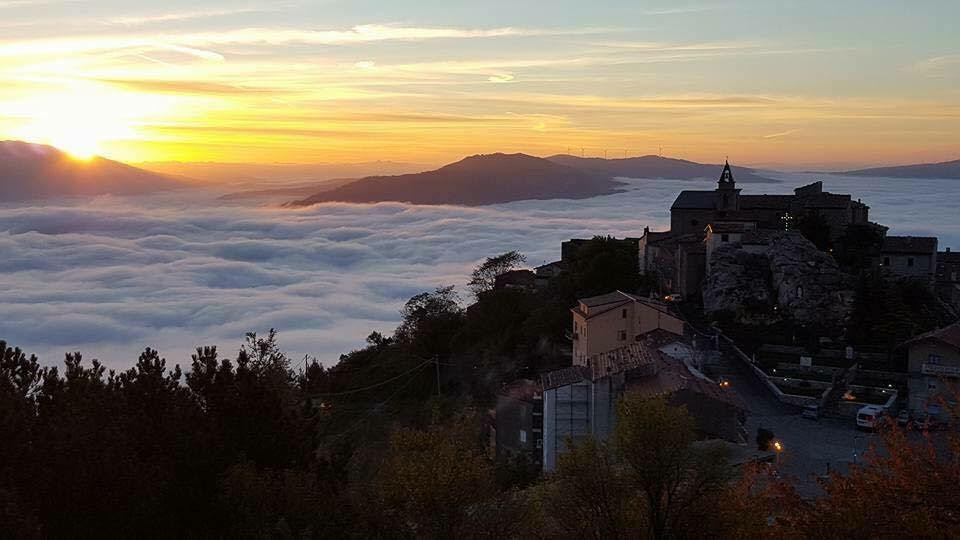
Guardiabruna e il panorama circostante

Guardiabruna fa parte del comune di Torrebruna, si poggia sulla cima di un rilievo appenninico, il che le consente di godere di un panorama variegato: verso sud si ha la vista della sottostante Valle del Trigno (segnante il confine fra le regioni di Abruzzo e Molise) e della provincia di Campobasso che la fronteggia dall'altro lato del fiume trigno, verso nord si stagliano i contorni appenninici caratteristici delle zone montane d'Abruzzo e, verso est, particolarmente nei giorni estivi, si delinea il panorama di una parte di costa adriatica.

## Storia
L'origine militare della localizzazione sarebbe confermata dallo stesso toponimo, di ascendenza germanica dal sostantivo warte ossia guardia, vedetta, osservatorio, la cui applicazione toponimica deriva senza dubbio dalla terminologia militare e presenta nell'ambito della diocesi triventina anche in guardia e S.Maria de guardia riferiti alle decime del 1309. L'uso in accoppiamento con il tardo latino burnus, a sua volta dal germanico bruna per colore scuro o viola, specifica invece un tipo di associazione aggettivale che si ritrova in modo similare nel contiguo toponimo di Torrebruna. In ambedue i casi, e in associazione con altri elementi territorialmente indicativi come le fare, essi possono in qualche modo ricollegarsi agli effetti dell'occupazione longobarda della regione e, indirettamente, confermare una possibile origine altomedievale dell'insediamento o, quantomeno di una primigenia postazione militare, sia essa torre o castello. L'occupazione del sito è comunque di per sé da considerarsi molto anteriore se tiene conto del ritrovamento, al di sotto della scuola, dei resti di un mosaico pavimentale. In ogni caso negli Archivi Angioini si accenna all'abitato nella formulazione distaccata, e corretta, di Guardia Bruna durante il corso del XII secolo. Tale formulazione è confermata dallo stesso Lorenzo Giustiniani nel suo dizionario geografico regionale del Regno di Napoli, allorché riferisce come signora di Guardiabruna fosse Bartolomea figlia di Filippo di Latro castri Jonathe et mediatis castri Guardiae Brunae. La comunità di Guardiabruna, e la sua consistenza, risulta inoltre dalla numerazione dei fuochi documentata a partire dal 1532 con 28 fuochi per poi salire a 32 nel 1545 e a 34 nel 1561, per poi discendere a 22 nel 1648 e infine a 19 nel 1669. A quei tempi Guardiabruna veniva collocata in quello che allora era il Contado del Molise. L'ultima famiglia che detenne Guardiabruna come feudo, fino alla eversione della feudalità, fu quella dei Piccirilli. L'autonomia amministrativa di Guardiabruna è cessata nel 1812, quando l'abitato fu aggregato, come frazione, al nascente comune di Torrebruna.

## Monumenti e luoghi d'interesse
- Borgo fortificato di Guardiabruna. Il Borgo fortificato di Guardiabruna è arroccato su un ripido rilievo dove il Palazzo baronale Piccirilli domina da uno sperone di roccia a strapiombo il nucleo più antico del villaggio. Da qui si aveva un diretto controllo del territorio verso la valle del Trigno e le mulattiere che risalivano in direzione del Tratturo Ateleta-Biferno. La struttura di Palazzo Piccirilli si presenta con la sua imponenza nel lato Sud, con murature e contrafforti costruiti direttamente sulla roccia e punti d'affaccio che mal si prestavano a funzioni abitative e che testimoniano la funzione di controllo o di difesa dell'edificio. In questo lato, spicca per la sua possanza l'angolo Sud-Ovest, che si configura come una vera e propria torre a base quadrata. Nel lato opposto di Nord-Ovest si possono osservare ancora oggi le fuciliere per la difesa. La parte nobile conserva delle pregevoli volte con cornici in stucco, l'antica cucina in muratura ed interessanti dipinti murali con motivi vegetali. Nei sotterranei, alcune stanze erano adibite a scuderie.  Le case, disposte in circolo di fianco al Palazzo e nel lato Nord-Ovest, completano il perimetro del borgo fortificato dove l'ex chiesa benedettina di Santa Vittoria doveva svolgere un ruolo di primo piano quale avamposto.[2]
- Ruderi della chiesa di Santa Vittoria. È sita in Piazza Santa Vittoria. Una tradizione la vuole assegnata dall'abbazia di Montecassino ipotesi avvalorata dal fatto che nella frazione di San Benedetto si vuole che esistesse un monastero dedicato al fondatore dei benedettini. Tra i resti è da menzionare un capitello in calcare locale dell'XI-XIII secolo. L'interno era a navata unica.
- Le Morge, rocce caratteristiche che sovrastano la piazza principale del paese, Piazza Aia della Porta, con incastonata una statua detta "La Madonna dell'Emigrante". Sottostante le Morge, è presente un piccolo parco dedicato alla memoria dei caduti e degli emigranti.
- Fonte Vecchia, principale fonte d'acqua sorgiva potabile con annessa vasca in pietra, situata in zona campo sportivo ai limiti boschivi.
- Chiesa di Santa Vittoria, facente parte del palazzo baronale.